# Frank Chastenier

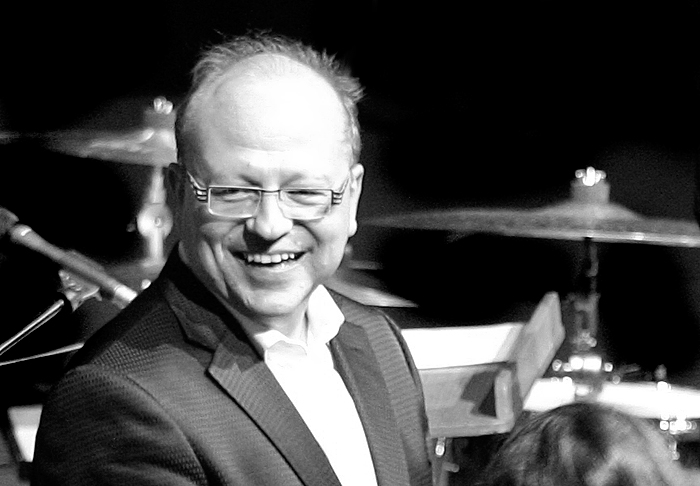
Frank Chastenier Anfang 2010

Frank Chastenier (* 24. Dezember 1966 in Aachen) ist ein deutscher Jazz-Pianist, der 26 Jahre lang bei der WDR Big Band Köln spielte.

## Leben und Wirken
Chastenier erhielt mit acht Jahren den ersten Unterricht am Klavier; mit dreizehn errang er den ersten Platz bei Jugend jazzt. Ein Jahr darauf wurde er jüngstes Mitglied des Landesjugendjazzorchesters NRW. Im Alter von 17 Jahren begann Chastenier ein klassisches Klavierstudium am Hochschul-Institut in Aachen bei Ulla Graf und war zugleich für ein Jazzstudium an der Kölner Musikhochschule bei Francis Coppieters eingeschrieben. Daneben spielte er im Bundesjugendjazzorchester und anschließend bei Peter Herbolzheimer. 1987 gelang ihm beim Jazzwettbewerb Thelonious Monk International Competition in Washington, D.C. der Einzug ins Finale. Von 1991 bis 2018 gehörte er der WDR Big Band Köln an, mit der er rund 50 Alben aufnahm.
1994 widmete ihm Bob Brookmeyer das Klavierkonzert Serious Music. Über lange Zeit war Chastenier vorwiegend im Hintergrund tätig. Am engsten war dabei die Zusammenarbeit mit Freund und Produzent Till Brönner. 2004 erschien sein erstes Soloalbum For You.
Bekannte Musiker und Entertainer, mit denen Chastenier im Laufe der Zeit zusammengearbeitet hat, sind neben Till Brönner Hildegard Knef, Manfred Krug, Uschi Brüning, Wolfgang Niedecken, Ray Brown, Peter Erskine, Bob Brookmeyer, Vince Mendoza, John Clayton, George Gruntz, Lalo Schifrin, Chaka Khan, Al Jarreau, Dee Dee Bridgewater, Randy Crawford, Caterina Valente, Patti Austin und Michel Legrand. Er wirkte außerdem bei Aufnahmen von Till Brönner (Generations of Jazz, Chattin with Chet), Greetje Kauffeld (Dreaming), Rolf Kühn (Inside Out, Internal Eyes) und Paquito D’Rivera (The Clarinetist) mit. Zusammen mit Pe Werner tritt er im Duo mit dem Programm „Stille Wasser“ auf.
Zudem ist er als Komponist tätig. Für das Hörbuch Roger Willemsen liest Brehms Tierleben komponierte er 41 Klavierminiaturen.
Chastenier ist verheiratet und hat eine Tochter. Er lebt seit 2018 in Berlin.

## Diskographie (Auswahl)
- 2004 – For You, mit John Goldsby (Bass), Hans Dekker (Drums) u. a.; EmArcy Records (Universal Music, DE: Gold (German Jazz Award))[4]
- 2010 – Songs I’ve Always Loved; Emarcy Records (Universal Music)